# Cressey Peak
Cressey Peak är en bergstopp i Antarktis. Den ligger i Västantarktis. Inget land gör anspråk på området. Toppen på Cressey Peak är 870 meter över havet, eller 147 meter över den omgivande terrängen. Bredden vid basen är 1,9 km.
Terrängen runt Cressey Peak är kuperad åt sydväst, men åt nordost är den platt. Trakten är obefolkad. Det finns inga samhällen i närheten.